# شون هايز (لاعب كرة قدم)
شون هايز (بالإنجليزية: Seán Hayes)‏ هو لاعب كرة قدم أيرلندي، ولد في 1960 في كورك في جمهورية أيرلندا. لعب مع فريق كورك لكرة قدم الكبار ‏.